# Discografia de OneRepublic
A discografia da banda norte-americana OneRepublic consiste em 5 álbuns de estúdio, 4 extended play(EP), 40 singles e 33 videoclipes. O primeiro álbum, Dreaming Out Loud, foi lançado em 20 de novembro de 2007 e alcançou na 14ª posição da Billboard 200 principal parada de álbuns americana.. O primeiro single, Apologize foi o maior sucesso da banda até então, a canção alcançou o 1º lugar em mais de 16 países e o 2º lugar nos Estados Unidos e Reino Unido, a canção até agosto de 2011 já teria vendido mais de 5 milhões de cópias nos Estados Unidos. O segundo single Stop and Stare, lançado em 2008 atingiu a 12ª posição da Billboard Hot 100, além de ter alcançado o Top 10 do Reino Unido, Alemanha, Itália, Suíça e Áustria. Até setembro de 2011 os dois singles já teriam vendido mais de 8 milhões de cópias só nos Estados Unidos. Depois lançaram Say (All I Need) que não obteve muito sucesso. O álbum recebeu certificação de ouro nos Estados Unidos, Austrália, Alemanha, Suíça, Áustria, entre outros
O segundo álbum de estúdio Waking Up, foi lançado em 17 de novembro de 2009 e atingiu o 21º lugar na Billboard 200.. O primeiro single do álbum "All the Right Moves" atingiu a 18ª posição da Billboard Hot 100 e recebeu certificação de duplo platina pela RIAA. Em 2010 foi lançado o segundo single, "Secrets (canção de OneRepublic)" atingiu o 21ª lugar da Hot100 e vendeu mais de 2 milhões de downloads digitais nos Estados Unidos, além de alcançado a 3ª posição na parada da Alemanha e recebido certificação de ouro no país. Marchin On foi lançado como terceiro single do álbum em 2010, devido ser selecionado pela FIFA. Isso fez com que Good Life fosse adiado para quarto single, a canção atingiu a 8ª posição na Hot 100 da Billboard, permanecendo 6 semanas no Top 10 da parada e até janeiro de 2012 teria vendido 2,324,000 cópias nos Estados Unidos, sendo o quinto single da banda a ultrapassar a marca de 2M de downloads digitais
Em 2012 a banda retornou com o single "Feel Again", que obteve um sucesso razoável nas paradas, alcançando a 36ª posição na Billboard Hot 100 se tornando a sétima canção da banda a atingir o Top 40 da parada, Feel Again ainda atingiu o Top 10 da Alemanha. 
O Terceiro álbum da banda, "Native" foi lançado em 26 de março de 2012.  O segundo single If I Lose Myself foi lançado em 8 de janeiro de 2013, tendo um sucesso relevante ao redor do mundo, atingindo o Top 10 de países como o Reino Unido e a Alemanha.
O álbum foi impulsionado pelo mega sucesso de Counting Stars, que atingiu a 2ª posição na Billboard Hot 100 se igualando a Apologize de 2007. A canção também se tornou o maior sucesso da banda no Reino Unido onde a mesma chegou ao 1º lugar. O quarto single Something I Need obteve certificação de platina na Austrália e Nova Zelândia, onde foi alcançado o Top 5 de ambos os países. Até dezembro de 2014, Native, já teria vendido cerca de 907 mil cópias cópias nos Estados Unidos e cerca de 1,67 milhões em todo o mundo.
O quinto álbum de estúdio da banda, Human teve seu título divulgado em outubro de 2019 e, originalmente, o álbum seria ainda lançado naquele mesmo ano já trazendo alguns singles lançados anteriormente como Rescue Me e Wanted. No entanto, o álbum acabou sendo adiado para 2020 devido a pandemia causada pela COVID-19. Ainda em 2020 sem sair o novo álbum, a banda lançou dois singles próprios e uma parceria com o DJ Kygo. Finalmente, o quinto álbum de estúdio só veio a ser lançado no dia 27 de agosto de 2021 estreando na 11ª posição da Billboard 200 e em 4ª no Top Album Sales da Billboard com 17.000 unidades vendidos, sedo o terceiro top 10 para da banda nesse chat.

## Álbuns

### Álbuns de Estúdio
| Ano  | Álbum | Posições | Posições | Posições | Posições | Posições | Posições | Posições | Posições | Posições | Posições | Posições | Vendas                      | Certificações |
| Ano  | Álbum | EUA      | ALE      | AUS      | AUT      | CAN      | FRA      | IRL      | NZ       | SUI      | SUE      | UK       | Vendas                      | Certificações |
| ---- | --- | -------- | -------- | -------- | -------- | -------- | -------- | -------- | -------- | -------- | -------- | -------- | --------------------------- | --- |
| 2007 | Dreaming Out Loud - Lançamento: 20 de Novembro - Formatos: CD, download digital - Gravadora: Mosley Music Group, Interscope | 14       | 7        | 4        | 14       | 7        | 76       | 4        | 3        | 8        | 49       | 2        | - : 1.100.000 - : 308.000   | - RIAA: Ouro - BVMI: Platina - ARIA: Ouro - IFPI: Ouro - MC: Platina - IFPI: Ouro - IRMA: Platina - RIANZ: Platina - IFPI: Ouro - BPI: Platina |
| 2009 | Waking Up - Lançamento: 17 de Novembro - Formatos: CD, download digital - Gravadora: Mosley Music Group, Interscope         | 21       | 19       | —        | 28       | —        | 58       | 29       | —        | 14       | —        | 29       | - : 662.000                 | - RIAA: Ouro - BVMI: Ouro - IFPI: Ouro |
| 2013 | Native - Lançamento: 22 de Março de 2013 - Formatos: CD, download digital - Gravadora: Mosley Music Group, Interscope       | 4        | 4        | 8        | 5        | 12       | 52       | 12       | 12       | 4        | 16       | 9        | - : 1.002.000 - : 3.000.000 | - RIAA Platina - BVMI: Ouro - ARIA: Platina - MC: Platina - IFPI: Platina - IFPI: Ouro - IFPI: Ouro - BPI: Ouro                                |
| 2016 | Oh My My - Lançamento: 7 de Outubro de 2016 - Formatos: CD, download digital - Gravadora: Mosley Music Group, Interscope    | 3        | 6        | 8        | 8        | 4        | 40       | 5        | 5        | 3        | 25       | 6        | - : 100.000 - : 60.000      | - BPI: Prata - FIMI: Ouro |
| 2021 | Human - Lançamento: 27 de agosto de 2021 - Formatos: CD, LP, download digital - Gravadora: Mosley Music Group, Intercope    | 11       | 8        | 10       | 7        | 12       | —        | 83       | 14       | 3        | —        | 30       | - : 17.000                  | - IFPI: Ouro |

### Extended Plays
| Informações |
| --- |
| Stop And Stare EP - Gravadoras: Interscope e Mosley Music Group - Lançamento: 12 de Fevereiro de 2008 - Formato: Download digital                               |
| Stop And Stare Video (The Stripped Sessions) EP - Gravadoras: Interscope e Mosley Music Group - Lançamento: 19 de Fevereiro de 2008 - Formato: Download digital |
| Live Session (iTunes Exclusive) EP - Gravadoras: Interscope e Mosley Music Group - Lançamento: 28 de Outubro de 2008 - Formato: Download digital                |
| Live From Zurich EP - Gravadoras: Interscope e Mosley Music Group - Lançamento: 5 de Outubro de 2010 - Formato: Download digital                                |
| I Lived - Gravadoras: Interscope e Mosley Music Group - Lançamento: 7 de Outubro de 2014 - Formato: Download digital                                            |
| Sunshine. The EP - Gravadoras: Interscope e Mosley Music Group - Lançamento: 31 de dezembro de 2021 - Formato: Download digital                                 |

## Singles
| Ano                                                                                     | Canção                                                               | Melhores posições | Melhores posições | Melhores posições | Melhores posições | Melhores posições | Melhores posições | Melhores posições | Melhores posições | Melhores posições | Melhores posições | Melhores posições | Vendas         | Certificação | Álbum                                             |
| Ano                                                                                     | Canção                                                               | EUA               | ALE               | AUS               | AUT               | CAN               | DIN               | IRL               | NZL               | SUI               | SUE               | UK                | Vendas         | Certificação | Álbum                                             |
| --------------------------------------------------------------------------------------- | -------------------------------------------------------------------- | ----------------- | ----------------- | ----------------- | ----------------- | ----------------- | ----------------- | ----------------- | ----------------- | ----------------- | ----------------- | ----------------- | -------------- | --- | ------------------------------------------------- |
| 2007                                                                                    | "Apologize"                                                          | 2                 | 1                 | 1                 | 1                 | 1                 | 2                 | 2                 | 1                 | 1                 | 1                 | 3                 | - : 53787.000  | - EMI: Ouro - BEA: Ouro - BVMI: 2× Platina - IFPI: Platina - IFPI: 2× Platina - RIANZ: Platina - BPI: Platina - IFPI: 2× Platina - IFPI: 4× Platina - ARIA: 4× Platina - RIAA: 5× Platina | Dreaming Out Loud                                 |
| 2008                                                                                    | "Stop and Stare"                                                     | 12                | 6                 | 11                | 5                 | 16                | 7                 | 5                 | 11                | 8                 | 10                | 4                 | - : 2.223.000+ | - ARIA: Platina - IFPI: Platina - RIAA: 2× Platina - BPI: Prata | Dreaming Out Loud                                 |
| 2008                                                                                    | "Say (All I Need)"                                                   | 106               | 41                | —                 | —                 | 75                | —                 | 48                | —                 | —                 | —                 | 51                |                | | Dreaming Out Loud                                 |
| 2008                                                                                    | "Mercy"                                                              | 57                | —                 | —                 | —                 | —                 | 54                | —                 | —                 | —                 | —                 | 52                |                | | Dreaming Out Loud                                 |
| 2009                                                                                    | "Come Home"                                                          | 80                | —                 | —                 | —                 | —                 | —                 | —                 | —                 | —                 | —                 | —                 |                | | Dreaming Out Loud                                 |
| 2009                                                                                    | "All the Right Moves"                                                | 18                | 14                | —                 | 9                 | 27                | 40                | 5                 | 8                 | 2                 | 18                | 26                | - : 2.000.000+ | - IFPI: Ouro - MC: Platina - RIAA: 2× Platina - RIANZ: Ouro | Waking Up                                         |
| 2009                                                                                    | "Secrets (canção de OneRepublic)"                                    | 21                | 3                 | 93                | 4                 | 32                | —                 | —                 | 27                | 19                | —                 | 77                | - : 3.070.000  | - BVMI: Ouro - RIAA: 2× Platina | Waking Up                                         |
| 2010                                                                                    | "Marchin On                                                          | —                 | 6                 | —                 | 7                 | —                 | —                 | —                 | 23                | 37                | —                 | —                 |                | | Waking Up                                         |
| 2010                                                                                    | "Good Life"                                                          | 8                 | 18                | 62                | 9                 | 5                 | 19                | 41                | 22                | 14                | 41                | —                 | - : 3.309.000  | - RIAA: 3× Platina - IFPI: Ouro - RIANZ: Ouro | Waking Up                                         |
| 2011                                                                                    | "Christmas Without You"                                              | —                 | —                 | —                 | 74                | —                 | —                 | —                 | —                 | —                 | —                 | —                 |                | |                                                   |
| 2012                                                                                    | "Feel Again"                                                         | 36                | 9                 | —                 | 19                | 59                | —                 | —                 | —                 | 34                | —                 | —                 | - : 1.000.000+ | - MC: Ouro - RIAA: Platina | Native                                            |
| 2013                                                                                    | "If I Lose Myself" (Versão original e Versão Alesso vs. OneRepublic) | 74                | 6                 | 14                | 5                 | 41                | —                 | 14                | 18                | 9                 | 4                 | 8                 |                | - ARIA: Platina - MC: Ouro - RIANZ: Ouro - BVMI: Ouro - IFPI: Ouro - IFPI: 2× Platina | Native                                            |
| 2013                                                                                    | "Counting Stars"                                                     | 2                 | 3                 | 2                 | 4                 | 1                 | 3                 | 2                 | 2                 | 9                 | 6                 | 1                 | - : 5.000.000  | - RIAA: Diamante - ARIA: 15× Platina - MC: Diamante - BVMI: Diamante - IFPI: Platina - RIANZ: 2× Platina - IFPI: Platina - BEA: Ouro - IFPI: 2× Platina - BPI: 4× Platina                 | Native                                            |
| 2013                                                                                    | "Something I Need"                                                   | —                 | 74                | 6                 | 5                 | —                 | —                 | —                 | 4                 | 21                | —                 | —                 |                | - ARIA: 3× Platina - RIANZ: Platina | Native                                            |
| 2014                                                                                    | "Love Runs Out"                                                      | 15                | 3                 | 22                | 3                 | 4                 | 13                | 14                | 20                | 3                 | 31                | 3                 |                | - BVMI: Ouro - MC: Platina - ARIA: Ouro | Native                                            |
| 2014                                                                                    | "I Lived"                                                            | 32                | 61                | 82                | 48                | 32                | —                 | 44                | 35                | —                 | —                 | 29                |                | | Native                                            |
| 2016                                                                                    | "Wherever I Go"                                                      | 55                | 33                | 32                | 29                | 38                | 3                 | 39                | 34                | 29                | 29                | 29                |                | - Brasil MPB: Ouro | Oh My My                                          |
| 2016                                                                                    | "Kids"                                                               | 96                | 71                | 63                | 55                | —                 | 11                | 66                | 57                | 45                | 63                | 58                |                | | Oh My My                                          |
| 2017                                                                                    | "Let's Hurt Tonight"                                                 | —                 | 98                | —                 | 61                | —                 | —                 | —                 | —                 | —                 | —                 | —                 |                | | Oh My My                                          |
| 2017                                                                                    | "No Vacancy"                                                         | 113               | 52                | —                 | 61                | 52                | —                 | 74                | —                 | —                 | —                 | —                 |                | - BVMI: Ouro | Sem álbum                                         |
| 2017                                                                                    | "Rich Love" (com Seeb)                                               | 114               | —                 | 64                | 97                | 58                | 80                | —                 | 40                | —                 | 84                | —                 |                | - MC: Ouro | Sem álbum                                         |
| 2017                                                                                    | "Champagne Supernova" (Oasis cover)                                  | —                 | —                 | —                 | —                 | —                 | —                 | —                 | —                 | —                 | —                 | —                 |                | | Sem álbum                                         |
| 2018                                                                                    | "Start Again" (feat. Logic)                                          | —                 | 87                | 67                | 72                | 94                | —                 | 52                | —                 | —                 | —                 | —                 |                | | 13 Reasons Why: Season 2                          |
| 2018                                                                                    | "Connection"                                                         | 121               | —                 | 116               | —                 | —                 | —                 | 84                | —                 | —                 | —                 | —                 |                | | Sem álbum                                         |
| 2019                                                                                    | "Rescue Me"                                                          | 105               | 24                | 26                | 17                | 58                | —                 | 23                | 22                | —                 | —                 | 52                |                | - ARIA: Ouro - RMNZ: Ouro - RIAA: Ouro - BVMI: Ouro | Human                                             |
| 2019                                                                                    | "Wanted"                                                             | 109               | —                 | 78                | —                 | —                 | —                 | 75                | —                 | 37                | —                 | —                 |                | | Human                                             |
| 2019                                                                                    | "Somebody to Love"                                                   | 106               | —                 | —                 | —                 | —                 | —                 | —                 | —                 | —                 | —                 | —                 |                | | Human                                             |
| 2020                                                                                    | "Didn't I"                                                           | 119               | —                 | —                 | 66                | —                 | —                 | —                 | —                 | 38                | —                 | —                 |                | | Human                                             |
| 2020                                                                                    | "Better Days"                                                        | —                 | —                 | —                 | —                 | —                 | —                 | —                 | —                 | 53                | —                 | —                 |                | | Human                                             |
| 2020                                                                                    | "Lose Somebody" (com Kygo)                                           | 88                | 45                | 31                | 28                | 45                | —                 | 35                | —                 | 20                | —                 | 46                |                | - MC: Platina - ARIA: Platina - BPI: Prata - RIAA: Ouro - IFPI: Ouro | Human                                             |
| 2020                                                                                    | "Wild Life"                                                          | —                 | —                 | —                 | —                 | —                 | —                 | —                 | —                 | —                 | —                 | —                 |                | | Human                                             |
| 2021                                                                                    | "Run"                                                                | —                 | 19                | 56                | 29                | 56                | —                 | 40                | 21                | —                 | 15                | 90                |                | - IFPI: Platina | Human                                             |
| 2021                                                                                    | "Someday"                                                            | —                 | —                 | —                 | —                 | —                 | —                 | —                 | —                 | —                 | 78                | —                 |                | | Human                                             |
| 2021                                                                                    | "Sunshine"                                                           | —                 | 69                | —                 | 45                | —                 | —                 | —                 | 29                | —                 | 22                | —                 |                | | Sunshine. The EP                                  |
| 2022                                                                                    | "West Coast"                                                         | —                 | —                 | —                 | —                 | —                 | —                 | —                 | —                 | —                 | 65                | —                 |                | | Sem álbum                                         |
| 2022                                                                                    | "You Were Loved" (Com Gryffin)                                       | —                 | —                 | —                 | —                 | —                 | —                 | —                 | —                 | —                 | —                 | —                 |                | | Alive                                             |
| 2022                                                                                    | "I Ain't Worried"                                                    | 17                | —                 | 4                 | 19                | 10                | —                 | 5                 | 12                | —                 | 8                 | 5                 |                | - RIAA: Platina - ARIA: 5× Platina - BPI: Platina - MC: 3× Platina - RMNZ: 3× Platina - BVMI: Ouro - IFPI AUT: Platina - IFPI SWI: 2× Platina - RMNZ: 3× Platina                          | Top Gun: Maverick (Music from the Motion Picture) |
| 2023                                                                                    | "Runaway"                                                            | —                 | —                 | —                 | —                 | —                 | —                 | —                 | —                 | —                 | —                 | —                 |                | |                                                   |
| 2023                                                                                    | "Mirage" (com Mishaal Tamer)                                         | —                 | —                 | —                 | —                 | —                 | —                 | —                 | —                 | —                 | —                 | —                 |                | |                                                   |
| 2023                                                                                    | "Dear Santa"                                                         | —                 | 90                | —                 | —                 | —                 | —                 | —                 | —                 | —                 | —                 | —                 |                | |                                                   |
| 2024                                                                                    | "I Don't Wanna Wait" (Com David Guetta)                              | —                 | 13                | 85                | 15                | 38                | —                 | 20                | —                 | 13                | —                 | 20                |                | |                                                   |
| 2024                                                                                    | "Nobody"                                                             | —                 | —                 | —                 | —                 | —                 | —                 | —                 | —                 | —                 | —                 | —                 |                | |                                                   |
| 2024                                                                                    | "Fire (Official UEFA Euro 2024 song)" (com Meduza e Leony)           | —                 | 29                | —                 | 70                | —                 | —                 | —                 | —                 | 68                | —                 | —                 |                | |                                                   |
| 2024                                                                                    | "Hurt"                                                               | —                 | —                 | —                 | —                 | —                 | —                 | —                 | —                 | —                 | —                 | —                 |                | |                                                   |
| "—" denota singles que não entraram nas paradas musicais ou não foram lançados no país. |                                                                      |                   |                   |                   |                   |                   |                   |                   |                   |                   |                   |                   |                | |                                                   |

### Outras Canções
| Ano  | Single               | Parada  | Parada | Parada | Álbum     |
| Ano  | Single               | EUA DIG | CAN    | SUI    | Álbum     |
| ---- | -------------------- | ------- | ------ | ------ | --------- |
| 2009 | "Everybody Loves Me" | 71      | 61     | —      | Waking Up |

## Videoclipes
| Ano  | Canção                | Diretor                   | Álbum                                             |
| ---- | --------------------- | ------------------------- | ------------------------------------------------- |
| 2007 | "Apologize"           | Aaron Platt               | Dreaming Out Loud                                 |
| 2007 | "Apologize (Remix)"   | Robert Hales              | Shock Value II                                    |
| 2008 | "Stop and Stare"      | Anthony Mandler           | Dreaming Out Loud                                 |
| 2008 | "Say (All I Need)"    | Anthony Mandler           | Dreaming Out Loud                                 |
| 2008 | "Mercy"               | Christopher Sims          | Dreaming Out Loud                                 |
| 2009 | "All the Right Moves" | Wayne Isham               | Waking Up                                         |
| 2009 | "Secrets"             | Christopher Sims          | Waking Up                                         |
| 2010 | "Marchin' On"         | Christopher Sims          | Waking Up                                         |
| 2011 | "Good Life"           | Ethan Lader               | Waking Up                                         |
| 2012 | "Feel Again"          | Tim Nackashi              | Native                                            |
| 2013 | "If I Lose Myself"    | Michael Muller            | Native                                            |
| 2013 | "Counting Stars"      | James Lees                | Native                                            |
| 2013 | "Something I Need"    | Cameron Duddy             | Native                                            |
| 2014 | "Love Runs Out"       | Sophie Muller             | Native                                            |
| 2014 | "I Lived"             | Noble Jones               | Native                                            |
| 2016 | "Wherever I Go"       | Joseph Kahn               | Oh My My                                          |
| 2016 | "Kids"                | Hal Kirkland              | Oh My My                                          |
| 2016 | "Let's Hurt Tonight"  |                           | Oh My My                                          |
| 2017 | "Rich Love"           |                           | Sem álbum                                         |
| 2018 | "Born to Race"        | Joshua Lipton             | Sem álbum                                         |
| 2018 | "Start Again"         | James Lee                 | Sem álbum                                         |
| 2018 | "Connection"          | Joe Pront                 | Sem álbum                                         |
| 2019 | "Rescue Me"           | Christian Lamb            | Human                                             |
| 2019 | "Wanted"              | Christian Lamb            | Human                                             |
| 2020 | "Didn’t I"            | Christian Lamb            | Human                                             |
| 2020 | "Better Days"         |                           | Human                                             |
| 2020 | "Wild Life"           | Christian Lamb            | Human                                             |
| 2021 | "Run"                 | Tomás Whitmore            | Human                                             |
| 2021 | "Someday"             | Miles Cable e Issac Rentz | Human                                             |
| 2022 | "West Coast"          | Tomás Whitmore            |                                                   |
| 2022 | "I Ain't Worried"     |                           | Top Gun: Maverick (Music from the Motion Picture) |
| 2023 | "Runaway"             | Tomás Whitmore            | Sem álbum                                         |
| 2023 | "Mirage"              | Tomás Whitmore            | Sem álbum                                         |
| 2023 | "Dear Santa"          | Mr. Oz                    | Sem álbum                                         |

## Participações
| Year | Canção            | Aparição no álbum | Artista do álbum | Notas                         |
| ---- | ----------------- | ----------------- | ---------------- | ----------------------------- |
| 2007 | "Apologize"       | Shock Value       | Timbaland        | Timbaland feat. OneRepublic   |
| 2009 | "Marchin On"      | Shock Value II    | Timbaland        | Timbaland feat. OneRepublic   |
| 2009 | "Lost Then Found" | Echo              | Leona Lewis      | Leona Lewis feat. OneRepublic |